# Лайнбекер

Построение 4-3 с тремя лайнбекерами. Цветом выделены миддл лайнбэкер (MLB) и аутсайд лайнбэкеры (OLB).

Лайнбекер (англ. Linebacker) (LB) — позиция игрока в американском футболе; игроки этой позиции располагаются в защитном построении, за дефенсив тэклами и дефенсив эндами. 
Вместе с дефенсив тэклами и дефенсив эндами входят в состав Линии защиты.

## Функции игрока

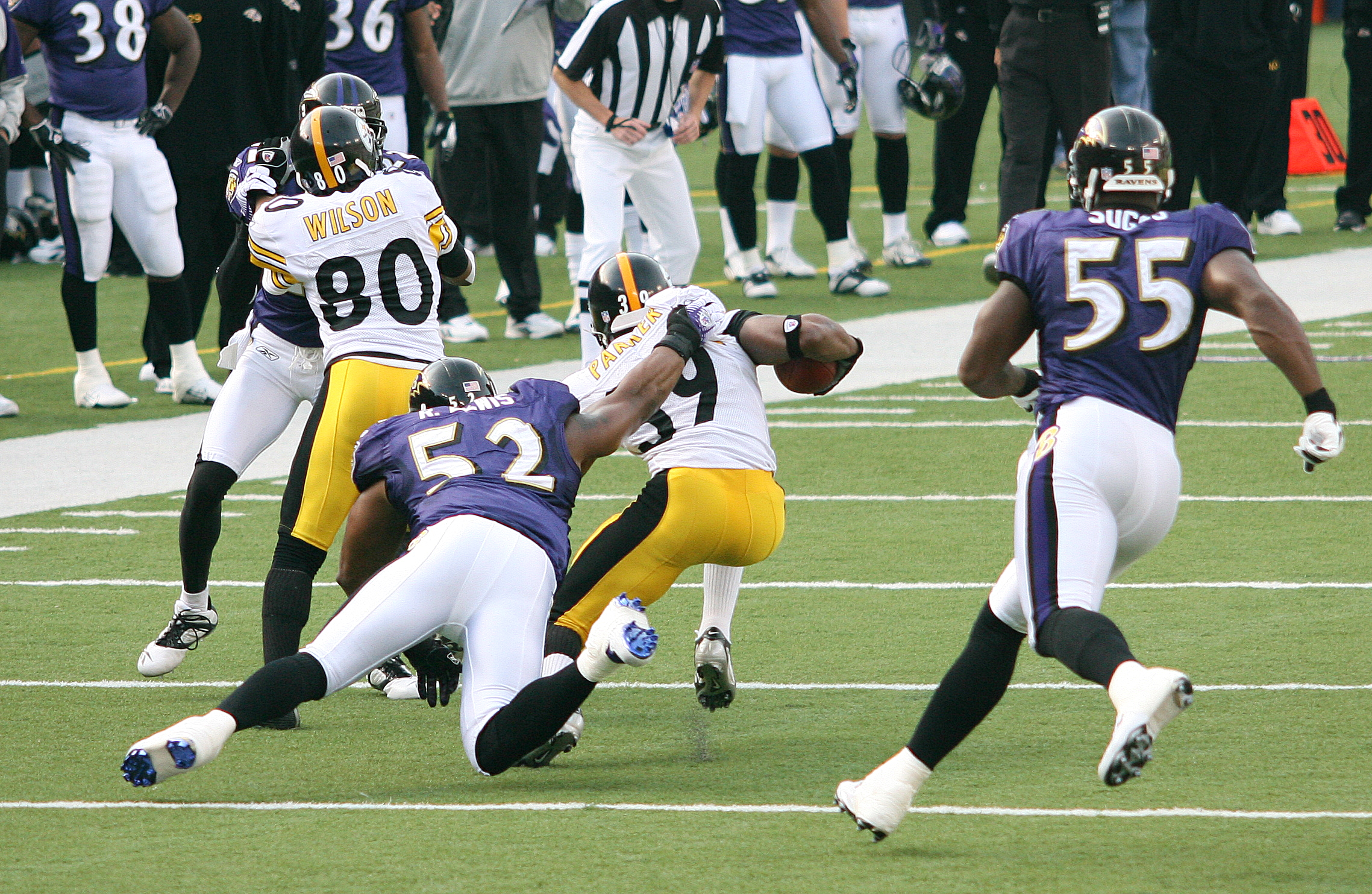
Рэй Льюис (№52) захватывает раннинбека Вилли Паркера (№39)

Может выполнять различные задачи, в зависимости от игровой ситуации: атаковать квотербека, прикрывать уайд ресиверов. Во время выносных комбинаций стремятся помешать раннинбекам. Миддл лайнбэкера называют квотербеком, поскольку он является главным игроком защиты и должен уметь реагировать на огромное количество разнообразных игровых ситуаций.

## Лайнбекер
В зависимости от размещений на поле, выделяют миддл лайнбэкеров (англ. Middle linebacker) (MLB) и аутсайд лайнбэкеров (англ. Outside linebacker) (OLB). Миддл лайнбэкеров называют «Майк» или «Мак» (англ. "Mike" or "Mack"), аутсайд лайнбэкеров называют «Бак» (англ. ""Buck").

## Построения
Выделяют несколько основных защитных построений. Одно из них 4-3, где 4 лайнмена и 3 лайнбекера, либо 3-4, в котором 3 лайнмена и 4 лайнбекера.